# Tessa Phillips
Tessa Phillips es un personaje ficticio de la serie británica dramática de televisión Spooks. Tessa tiene a su cargo los casos provenientes de la Sección K. Phillips fue interpretada por la actriz Jenny Agutter, del 13 de mayo del 2002 hasta el 4 de agosto de 2003.

## Primera&Segunda Temporadas
Tessa es una agente inteligente, mordaz, intrigante, ambicioso y solitaria; que solo se limita al trabajo de campo. Otra de sus cualidades son la mentira y la manipulación. Durante su tiempo en la sección se ha convertido en un apersona dura y cínica y no le cuesta hacer trucos sucios para obtener algún beneficio.
Se unió al MI5 a principio de los años 80, como Tom Quinn, Tessa dirige su propia unidad encargada de luchar contra el terrorismo conocida como la Sección K y bajo las órdenes de Harry Pearce. Sin embargo Harry comienza a sospechar del cinismo de Tessa y que ella está escondiendo algo, lo cual resulta ser cierto más adelante en la serie.
Después de 20 años en el servicio deja la sección luego de ser descubierta como una traidora.
En el MI5 Tessa es muy admirada, sin embargo hay mucho más de Tessa que lo que todos creen y Zoe Reynolds lo descubre, mientras trabajan en un caso cuando se da cuenta de que no todos los agentes que estaban en los libros de Tessa eran reales; una vez descubierta su trampa es marcada como una traidora y sacada del MI5.